# Кричово
Кри́чово (укр. Кричово) — село в Буштынской поселковой общине Тячевского района Закарпатской области Украины.
Население по переписи 2001 года составляло 2723 человека. Почтовый индекс — 90511. Телефонный код — 03134. Код КОАТУУ — 2124483601.

## Местный совет
90511, с. Кричово, вул. Центральна, 96, тел. 3-02-56, 3-02-57 (укр.)